# Sovražnik
Sovrážnik (tudi sovrág) je relativistični izraz, ki nakazuje nekaj nasilno sovražnega ali grozečega. Izraz »sovražnik« ima socialno funkcijo označevanja določenega bitja kot nevarnost.
Spošni ideološki mehanizem, s katerim se označujejo nevarnosti, se imenuje marginalizem. Označitev posameznika ali skupine kot sovražnika je demonizacija. Razširjanje demonizacije je glavni namen propagande.